# Cascata (futebolista)
Antônio Givanildo da Silva Santos, mais conhecido como Cascata (Tanquinho, 2 de junho de 1982), é um ex-futebolista brasileiro que atuava como meio-campista. .

## Carreira
Nascido em Tanquinho, no interior da Bahia, Cascata começou sua trajetória no futebol pela base do Catuense e logo depois indo ao profissional, porém sem oportunidades. Acabou seguindo para alguns clubes do Nordeste, como Asa de Arapiraca, e alguns do interior de São Paulo, como o Votoraty e Mirassol, mas sem conseguir continuidade nessas equipes.
Em 2010, após atuar no Campeonato Paulista pelo Sertãozinho, foi anunciado pelo ABC como reforço do Mais Querido para o restante da temporada, sendo essa sua segunda passagem pelo futebol potiguar. Assumiu a camisa 10 do Alvinegro e sendo um dos destaques do clube durante a Série C daquele ano, sendo dito como diferenciado, responsável pela criação das principais jogadas de ataque, com seu chute potente, habilidade para driblar e qualidade para dar assistências. Em virtude de uma lesão acabou perdendo jogos importantes pelo ABC na fase de mata-mata, mas nas finais contra o Ituiutaba se recuperou e voltou ao time titular, no Parque do Sabiá em Minas marcou o gol do título da Série C, título esse que foi garantido após o empate por 0 a 0 no Frasqueirão, em Natal. Assim escrevendo seu nome na história do Mais Querido, sendo esse o primeiro título nacional do ABC. Após se destacar em sua passagem pelo Alvinegro, foi contratado pelo Náutico para a temporada de 2012. Acabou perdendo espaço no Timbu por conta de alguns lesões, sendo sondado por ABC e América de Natal, mas acabou acertando seu retorno ao Mais Querido por empréstimo para o restante da temporada. Em sua segunda passagem pelo ABC marcou apenas um gol, diante do Bragantino pela Série B numa vitória por 1 a 0.
Após o fim da temporada a diretoria do ABC não teve interesse em renovar seu vínculo com o meia e acabou liberando após a Série B, após isso Cascata rescindiu seu vínculo com o Náutico e acertou seu retorno ao América de Natal que já havia defendido em 2007. Em 2014 acertou com o Boavista para a disputa do Campeonato Carioca, marcando seu primeiro gol diante do Vasco da Gama num empate por 1–1. No segundo semestre foi liberado pelo Boavista para acertar com o Sampaio Corrêa para a disputa da Série B. No fim de 2014 acertou com o América de Natal para a temporada de 2015, sendo essa a terceira passagem de Cascata pelo alvirrubro. Diante do Vila Nova pela Série C, Cascata chegou a marca de 100 jogos pelo Mecão, jogo em que o time potiguar venceu de virada por 2–1. Permaneceu no América de Natal para a temporada de 2016, porém, após o Campeonato Potiguar recebeu uma proposta do Confiança e acertou com o clube para a disputa da Série C.
Em 2017 acertou com o URT para a disputa do Campeonato Mineiro. No entanto, no segundo semestre da temporada acertou seu retorno ao América de Natal, onde reencontrou Leandro Campos, que havia sido seu treinador no ABC. Essa sendo a sua quarta passagem pelo Mecão, visando o reerguimento do clube após o rebaixamento para a Série D em 2016.
Depois de uma rápida passagem pela Juazeirense onde disputou a Série C em 2018, Cascata acertou seu retorno ao URT-MG onde disputará o Campeonato Mineiro de 2019.

## Títulos
ABC
- Campeonato Brasileiro - Série C: 2010
- Copa RN: 2011
- Campeonato Potiguar: 2011

América de Natal
- Copa RN: 2013
- Copa Cidade de Natal: 2015
- Campeonato Potiguar: 2015

### Artilharias
- Artilheiro do Campeonato Potiguar de 2013: 6 gols